# 르네 아이리스
르네 아이리스(Renae Ayris, 1990년 9월 17일 ~ )는 오스트레일리아의 미인 대회 우승자이다. 2012년 미스 오스트레일리아 우승자이며 미스 유니버스 2012에서 오스트레일리아 대표로 참가했다.